# SNR G054.1+00.3
SNR G054.1+00.3, llamado también G54.1+0.3, 2E 4258 y 2E 1928.3+1846, es un resto de supernova situado en la constelación de Sagita, la flecha. Fue identificado como resto de supernova en un estudio del plano galáctico en el continuo de radio a longitudes de onda de 21 y 11 cm.

## Morfología
SNR G054.1+00.3 está identificado como resto de supernova por su emisión de radio no térmica con una fuerte polarización lineal.
Tiene un pequeño radio angular (1,5 minutos de arco) en imágenes de radio y rayos X. Su emisión de rayos X ha sido detectada con los telescopios Einstein, ASCA, ROSAT y Chandra. En esta región del espectro electromagnético presenta distintas estructuras que incluyen un anillo, una nebulosa exterior y un púlsar, denominado PSR J1930+1852.
El período de este púlsar es de 136 ms y emite rayos gamma de muy alta energía. Existe una nebulosa originada por el viento estelar procedente del mismo (PWN).
Observaciones de CO muestran que no existe interacción entre SNR G054.1+00.3 y las nubes circundantes y que, en cambio, parece estar ubicado dentro de una burbuja.
Asimismo, en un estudio llevado a cabo en la región infarroja a 21 μm, aparecen rasgos similares a los observados en Casiopea A, probablemente atribuibles a granos de SiO2.
También se ha detectado polvo frío (con una temperatura de solo 27 - 44 K) recién formado.
Diversos modelos que consideran la cantidad de polvo y su composición sugieren que la estrella progenitora formaba parte de un cúmulo estelar masivo y tenía una masa de 15 - 20 masas solares o de 16 - 27 masas solares.

## Edad y distancia
SNR G054.1+00.3 es un resto de supernova joven. Según diversos estudios, tiene una edad entre 2100 y 3600 años, entre 1500 y 3000 años, o 1700 años.
Por otra parte, la distancia a la que se encuentra tampoco es bien conocida. Diversos trabajos sitúan a este resto de supernova a una distancia entre 5000 y 10 000 pársecs; un valor comúnmente aceptado es de 6200 (+3800, -1200) pársecs.